# 雄琴村
雄琴村（おごとむら）は、滋賀県滋賀郡にあった村。現在の大津市中心部の北方、琵琶湖の沿岸、湖西線・おごと温泉駅の周辺にあたる。

## 地理
- 湖沼：琵琶湖
- 河川：雄琴川

## 歴史
- 1889年（明治22年）4月1日 - 町村制の施行により、苗鹿村・雄琴村・千野村の区域をもって発足。
- 1951年（昭和26年）4月1日 - 大津市に編入。同日雄琴村廃止。

## 交通

### 鉄道路線
- 江若鉄道
  - 江若鉄道線
    - 雄琴温泉駅

現在は旧村域に湖西線のおごと温泉駅が所在。

### 道路
- 国道161号

## 名所・旧跡・観光スポット・祭事・催事
- 雄琴温泉